# 广州软件学院
广州软件学院（英語：Software Engineering Institute of Guangzhou，缩写SEIG）简称广软，是位于中国广东省广州市的一所民办本科普通高等学校。学校前身是广州大学华软软件学院，于2020年转设更名，现时举办者为广州盈和投资管理有限公司。

## 历史
2002年，广州大学和广州世纪华软科技有限公司达成合作协议，广州大学华软软件学院正式成立，属公有民办二级学院。
2006年，学校改制为独立学院，开始实行本科层次学历教育。
2010年，学校举办者由广州世纪华软科技有限公司变更为广州盈和投资管理有限公司。
2012年，经广东省学位委员会批准，获得学士学位授予权。
2020年12月18日，教育部发文《教育部关于同意广州大学华软软件学院转设为广州软件学院的函 （页面存档备份，存于）》（教发函〔2020〕119号），同意学校由独立学院转设为民办普通高等学校，并更名为广州软件学院。
2023年5月，学校与江门市人民政府达成协议，决定在江门市新会区兴建新校区，预计在2025年开始招生。

## 院系设置
广州软件学院设有软件工程系、网络技术系、电子系、计算机系、数码媒体系、游戏系、外语系、数字经济与管理学院等8个院系，涵盖工学、艺术学、管理学、经济学、文学等5大学科门类，开设包括广东省级一流本科专业软件工程、物联网工程、物流管理在内的31个本科专业。
| 系别         | 专业                 | 学位           |                    |                  |            |          |        |      |
| ------------ | -------------------- | -------------- | ------------------ | ---------------- | ---------- | -------- | ------ | ---- |
| 软件工程系   | 数据科学与大数据技术 | 工学           |                    |                  |            |          |        |      |
| 软件工程系   | 数据科学与大数据技术 | 工学           | 软件工程           | 工学             |            |          |        |      |
| 软件工程系   | 数据科学与大数据技术 | 工学           | 软件工程           | 工学             | 网络技术系 | 网络工程 | 工学   |      |
| 软件工程系   | 信息管理与信息系统   | 管理学         | 软件工程           | 工学             | 网络技术系 | 网络工程 | 工学   |      |
| 软件工程系   | 信息管理与信息系统   | 管理学         | 计算机系           | 计算机科学与技术 | 网络技术系 | 网络工程 | 工学   | 工学 |
| 软件工程系   | 物联网工程           | 工学           | 计算机系           |                  | 网络技术系 | 网络工程 | 工学   |      |
| 电子系       | 自动化               | 工学           |                    |                  | 网络技术系 |          |        |      |
| 电子系       | 电子信息工程         | 工学           |                    |                  | 网络技术系 |          |        |      |
| 电子系       | 电子信息工程         | 工学           | 数字经济与管理学院 | 行政管理         | 管理学     |          |        |      |
| 电子系       | 电子信息工程         | 工学           | 数字经济与管理学院 | 行政管理         | 管理学     | 物流管理 | 管理学 |      |
| 电子系       | 电子信息工程         | 工学           | 数字经济与管理学院 | 工商管理         | 管理学     |          |        |      |
| 电子商务     | 管理学               |                | 数字经济与管理学院 | 工商管理         | 管理学     |          |        |      |
| 财务管理     | 管理学               |                | 数字经济与管理学院 | 工商管理         | 管理学     |          |        |      |
| 财务管理     | 管理学               | 国际经济与贸易 | 数字经济与管理学院 | 经济学           |            |          |        |      |
| 游戏系       |                      |                | 数字经济与管理学院 |                  |            |          |        |      |
| 数字媒体技术 | 工学                 |                | 数字经济与管理学院 |                  |            |          |        |      |
| 数字媒体技术 | 工学                 | 动画           | 数字经济与管理学院 | 设计学           |            |          |        |      |
| 网络与新媒体 | 文学                 | 动画           | 数字经济与管理学院 | 设计学           |            |          |        |      |
| 网络与新媒体 | 文学                 | 数码媒体系     |                    |                  |            |          |        |      |
| 环境设计     | 设计学               |                |                    |                  |            |          |        |      |
| 风景园林     | 设计学               |                |                    |                  |            |          |        |      |
| 视觉传达设计 | 设计学               |                |                    |                  |            |          |        |      |
| 数字媒体艺术 | 设计学               |                |                    |                  |            |          |        |      |
| 数字媒体艺术 | 设计学               | 外语系         | 英语               | 文学             |            |          |        |      |

## 学校建筑
学校所在地块原本准备兴建一座名为“梦幻乐园”的游乐场，中途项目搁置，后改建成学校，并保留了相当一部分原有的建筑。
2022年是广州软件学院建校二十周年，为了庆祝建校二十周年，学校对校内部分楼宇道路进行了更名。
学院的宿舍楼大都按照彩虹的颜色加上树木名称命名，目前有：
- 男生宿舍：红棉楼（R）、绿杨楼（G/P）、黄槐楼（Y）、青枫阁（M）、碧波楼（B）
- 女生宿舍：橙萱居（T）、紫薇楼（J）、蓝楹楼（F）

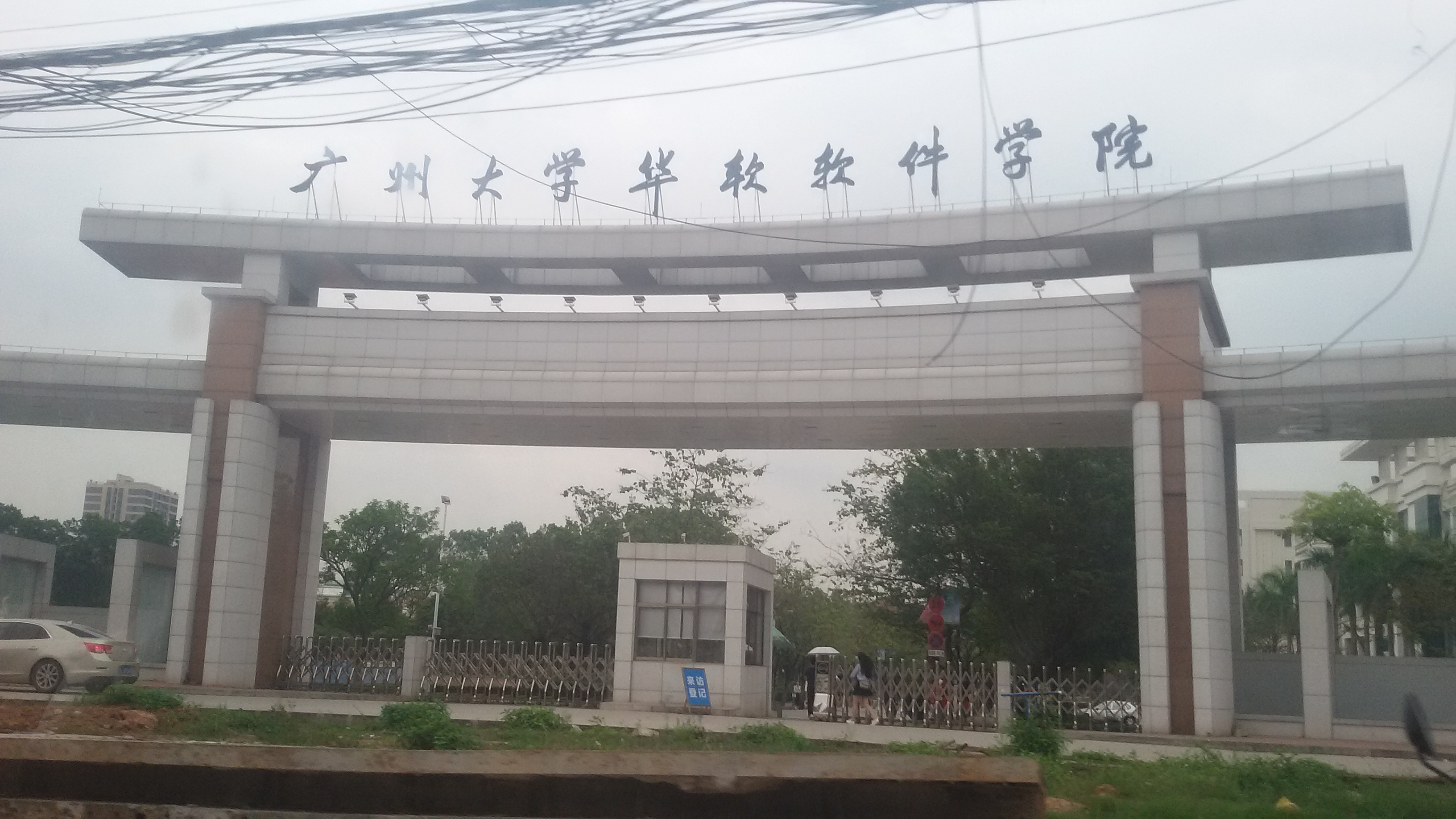
转设前的校门
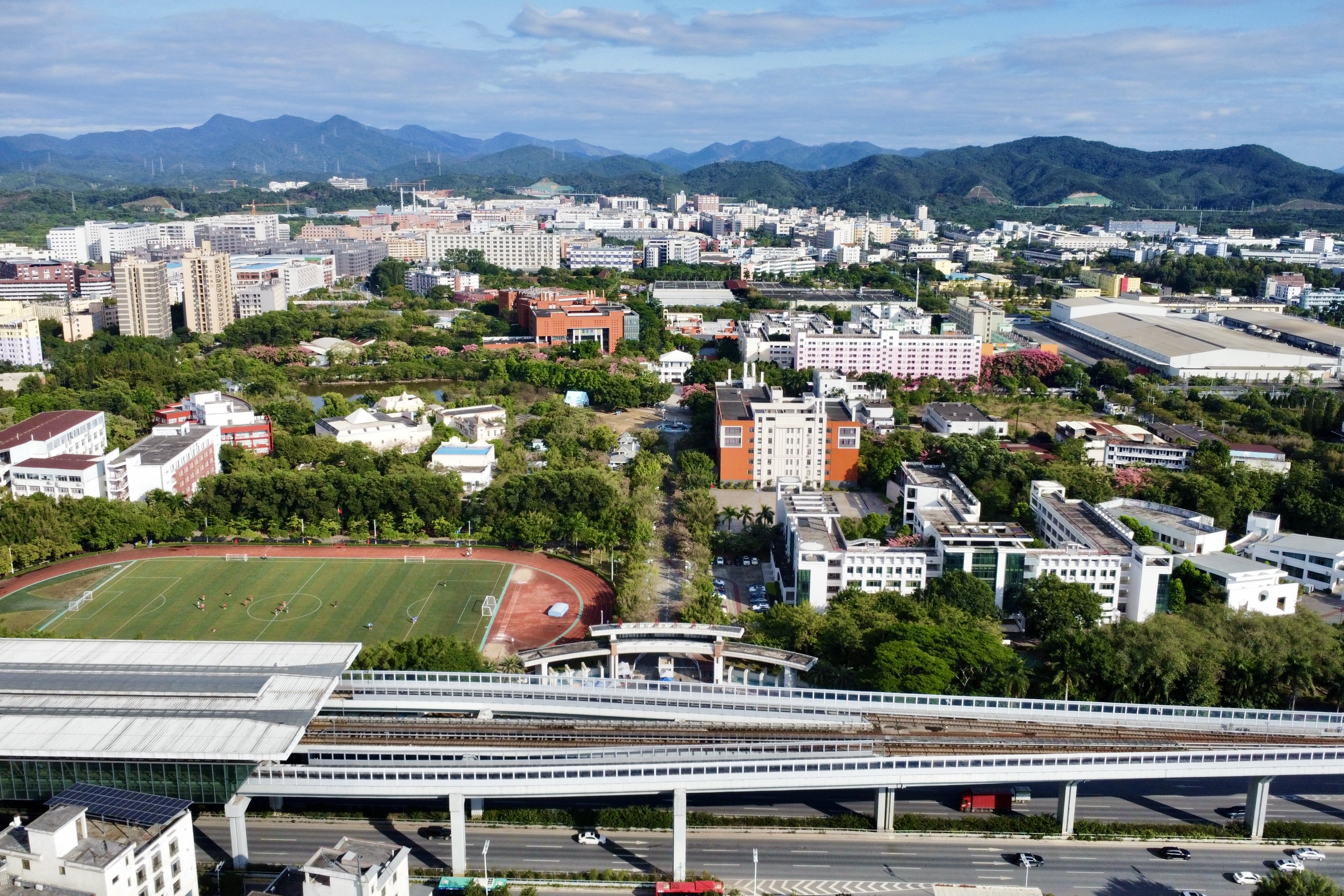
俯瞰校园
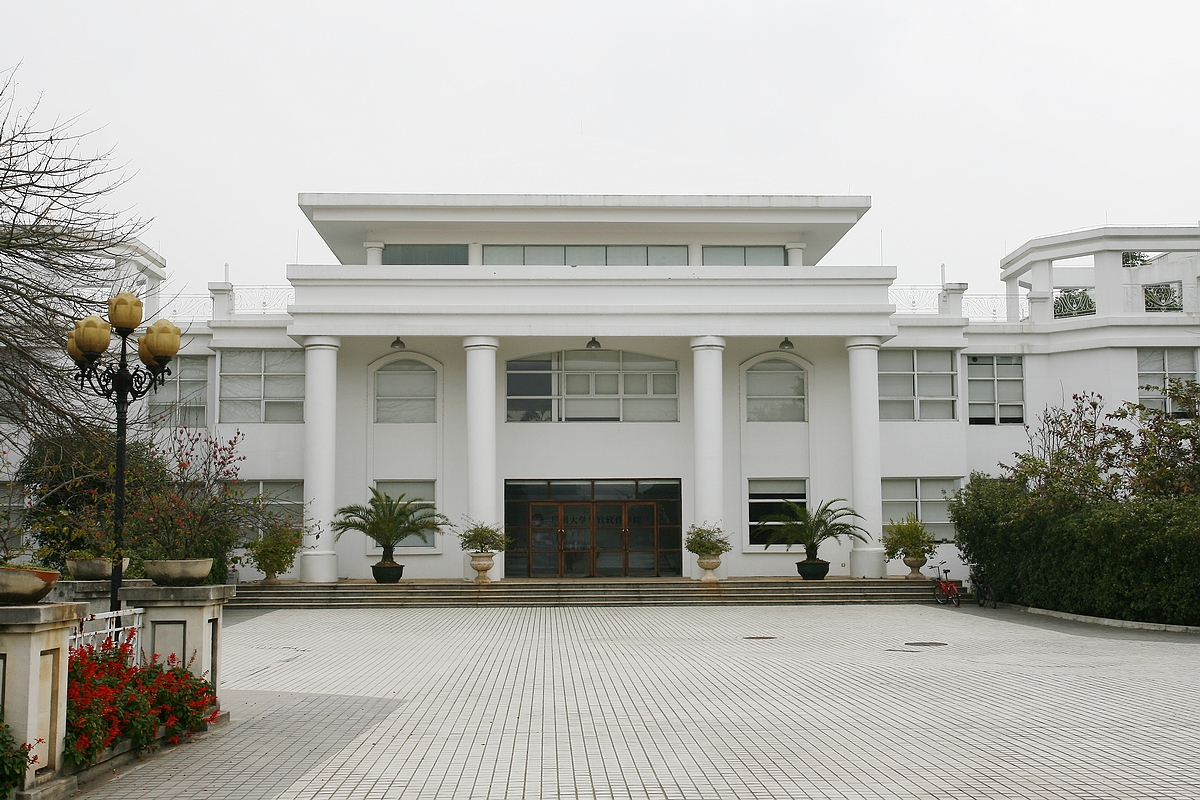
行政楼(现校长办公楼)，俗称“白宫”

## 相关院校
- 广州应用科技学院